# KlangBogen Wien
Der KlangBogen Wien war ein Musikfestival in Wien, Österreich.

## Geschichte
Der KlangBogen war ein jährlich veranstaltetes Festival, das von 1995 bis 2006 unter der Leitung von Roland Geyer in der Stadt Wien einen Monat lang Opernproduktionen und klassische Konzerte an verschiedenen Orten anbot.
Das Festival geht zurück auf den 1952 begründeten Wiener Musiksommer. Weil sich über die zahlreichen Musik-Events ein verbindendes Element spannt, erfolgte 1991 die Umbenennung in KlangBogen Wien.
Zur Aufführung kamen eine Reihe von frühen bis zu zeitgenössischen Opern und von mittelalterlicher Kammermusik bis hin zu experimentellen Kompositionen des 21. Jahrhunderts. In den letzten Jahren produzierte das Festival Aufführungen von Don Quichotte, La Bohème und Dialogues des Carmélites am Theater an der Wien.
Die Festaufführungen wurden mit einem Konzert der Wiener Philharmoniker im Wiener Musikverein beschlossen.